# 당번회맹비

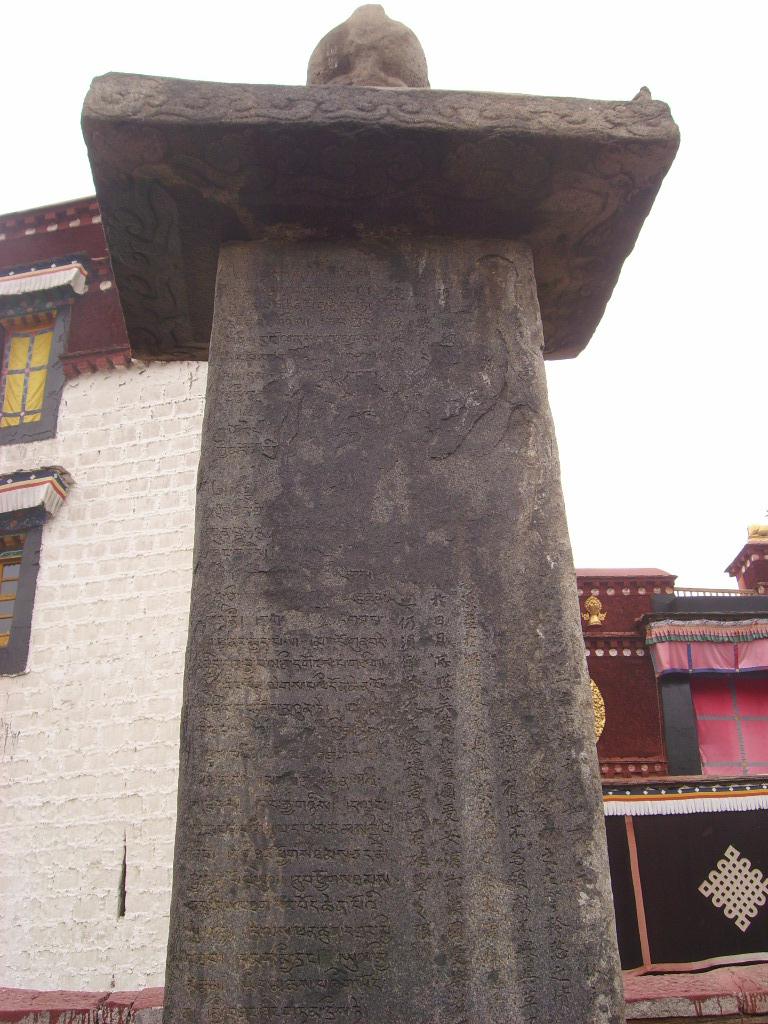
당번회맹비의 서면

당번회맹비(唐蕃會盟碑, 티베트어: གཙུག་ལག་ཁང་མདུན་གྱི་རྡོ་རིངས་)는 티베트 수도 라싸 시의 중앙 조칸 사원 입구 옆에 현존하는 비이다. 당나라와 토번(吐蕃：티베트) 사이에는 안사의 난(安史) 이후 전투 상태가 단속(斷續)되었으나, 당 목종 때에 토번은 국제적으로 고립하게 되어 겨우 양국 세력의 한계가 분명해졌다. 그리하여 목종과 토번 왕 치추크데첸과의 사이에 화평협정의 뜻으로 이른바 장경(長慶)의 회맹(會盟)이 행해졌다. 821년 장안(長安)에서, 이듬해엔 라싸에서 회맹이 행해져 양국의 관리가 이에 참가하였다. 회맹비는 823년에 세워졌으며, 높이 11.3 피트, 서면(西面)은 한번(漢蕃) 양문으로 맹문(盟文)의 내용, 뒤쪽 동면(東面)은 전부 티베트 글로 당번(唐蕃) 교섭사와 회맹의 상태, 날짜 등이 명기되어 있다. 북면에는 회맹에 참가한 티베트 측 관리의 관성명(官姓名), 남면에는 마찬가지로 당나라 측의 그것이 한번 양문자로 기록되어 있다. 역사적 사실뿐 아니라 당시의 티베트어, 중국어의 음운(音韻) 연구에도 중요한 자료로 되어 있다.